# Batalla de Listven

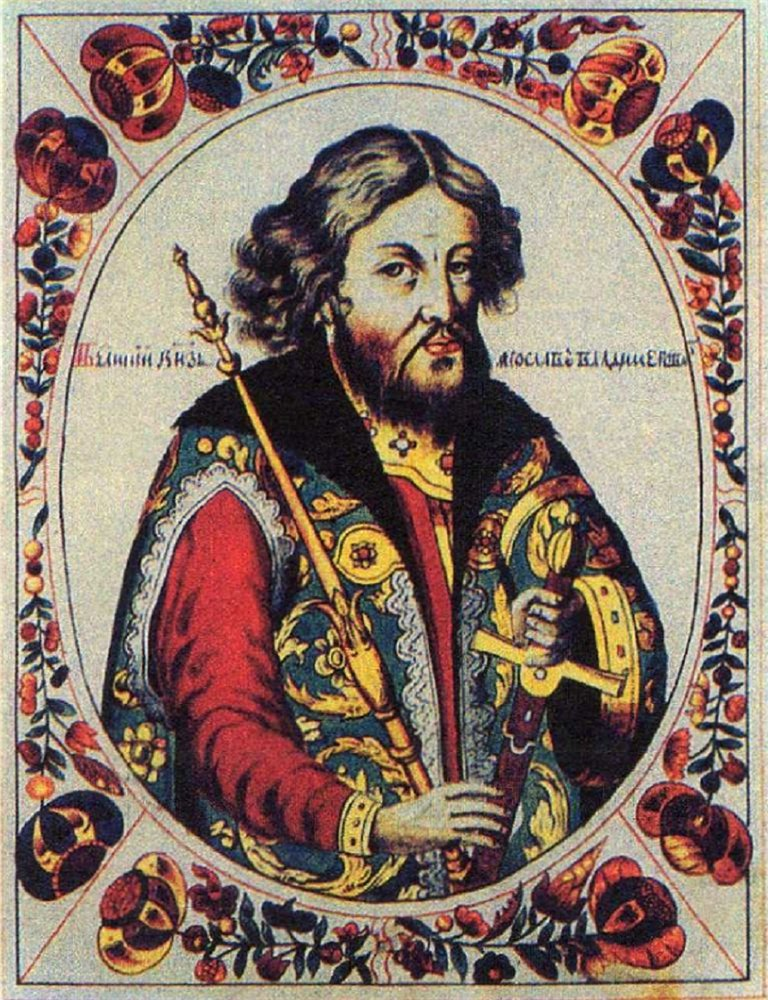
Yaroslav I el Sabio.

La batalla de Listven (1024) fue parte del conflicto de sucesión en la Rus de Kiev tras la muerte de Vladímir el Grande (Volodýmyr) en 1015. La batalla se libró entre Mstislav de Chernígov y las fuerzas kievitas que apoyaban a Yaroslav I el Sabio; Mstislav derrotó a Yaroslav. De acuerdo a la leyenda, la batalla tomó lugar durante una tormenta.
Luego de la cristianización de la Rus de Kiev, Vladímir envió a su hijo Yaroslav a gobernar Nóvgorod, al Norte de las tierras de la Rus. Mstislav fue enviado a Tmutarakáñ, al Sur (en el mar de Azov). Tras la muerte de Vladímir, su hijo Sviatopok «el maldito» tomó el trono y mató a tres de sus hermanos, Sviatoslav de Smolensk, Borís y Gleb, estos dos últimos los primeros santos rusos. Yaroslav derrotó a Sviatopolk y desafió a Mstislav por la supremacía de Kiev. Mstislav marchó hacia Kiev, pero los kievitas lo rechazaron. Cuando sitió Chernígov, al Noreste de Kiev, Yaroslav lo persiguió con una armada de varegos dirigida por Yakun, solo para ser derrotado en Listven.  
La batalla llevó a un «ahogado», ya que ningún hermano era realmente capaz de ganar supremacía sobre el otro y gobernar Kiev como único soberano. Dos años después, los hermanos dividieron el control de la Rus de Kiev a través del río Dniéper: Yaroslav tomaría el oeste u orilla derecha y Mstislav el este u orilla izquierda. Yaroslav gobernaba Nóvgorod, mientras que Mstislav conservaba Chernígov. Esta división persistió y los dos príncipes parecían gobernar de forma pacífica hasta la muerte de Mstislav en 1036, luego de la cual Yaroslav se convirtió en el único soberano de la Rus de Kiev, reinando en Kiev hasta su propia muerte en 1054.